# أسطورة رجل الثلوج
أسطورة رجل الثلوج هي الرواية رقم 14 من سلسلة ما وراء الطبيعة التي تصدرها المؤسسة العربية الحديثة ضمن روايات مصرية للجيب للكاتب أحمد خالد توفيق تعد السلسلة أول سلسلة روايات عربية في أدب الرعب.

## أحداث الرواية
يقرأ رفعت إسماعيل خبر عن أختفاء بعثة نرويجية مكونة من ثلاثة مسكتشفين في التبت، ويخبر رفعت صديقه هن-تشو-كان - الذي ألتحق للعمل في السفارة الصينية بالقاهرة - بالقصة، ليخبره هن-تشو-كان بأن رجل الثلوج أو الياتي قد عاد، ويقرر هن-تشو-كان الالتحاق بالحملة المقررة للبحث عن الثلاثة المسكتشفين الذين أختفوا في التبت، وفي هذه الأثناء يفسخ رفعت خطبته بهويدا عبد المنعم.
يعود هن-تشو-كان إلى موطنه التبت - الذي تغير كثيرا من رحيله - في الحملة التي تهدف للبحث عن الرجال الثلاثة الذين أختفوا في التبت، ويمر بأحداث جسام منها الوشوك على السقوط من الجبل ويهاجمه الأدلاء الذين يستعين بهم لأنهم يعرفون أنه الكاهن الأخير ويريدون سرقة كتاب النافاراي المقدس : الشوكارا، ولكنه يستطيع أن يهزمهم.
ولكنه يفاجأ أثناء حملته بالعديد من الياتي يهاجمونه، ويخطفون مرافقيه الهولندين - نورا زوجة أحد المسكتشفين الثلاثة ود. بيورن أوليفس - فيقرر أن يصعد إليهم ويشتبك في قتال مرير معهم، ولكنه ينجح في تهدئتهم بعد أن يقدم لهم مشروب أعتاد رهبان النافاراى تقديمه لهم لتهدئتهم، وينجح في إنقاذ نورا ود. بيورن وأحد المسكتشفين الثلاثة من الياتي، ويقرر هن-تشو-كان الأقامة لفترة قليلة في التبت.

## أبطال الرواية
- رفعت إسماعيل : طبيب أمراض الدم والأستاذ الجامعي الكهل المقيم بالقاهرة، نحيل، أصلع، ذو عوينات، يعاني من كتيبة من الأمراض منها على سبيل المثال لا الحصر : القرحة المعدية، ضيق الشرايين، الربو الشعبي، التهاب الرئة، آلام المفاصل، قلق، متشائم، نحس يقع في المصائب.
- هن-تشو-كان : آخر كهنة النافاراي الناجي من المذبحة التي تعرض لها كهنة النافاراي، والمرتحل إلى القرن العشرين عن طريق كتاب النافاراي المقدس : الشوكارا.